# Primnocapsa
Primnocapsa is een geslacht van neteldieren uit de klasse van de Anthozoa (bloemdieren).

## Soort
- Primnocapsa plumacea (Thomson & Mackinnon, 1911)